# Liste der Fornminnen in Blekinge

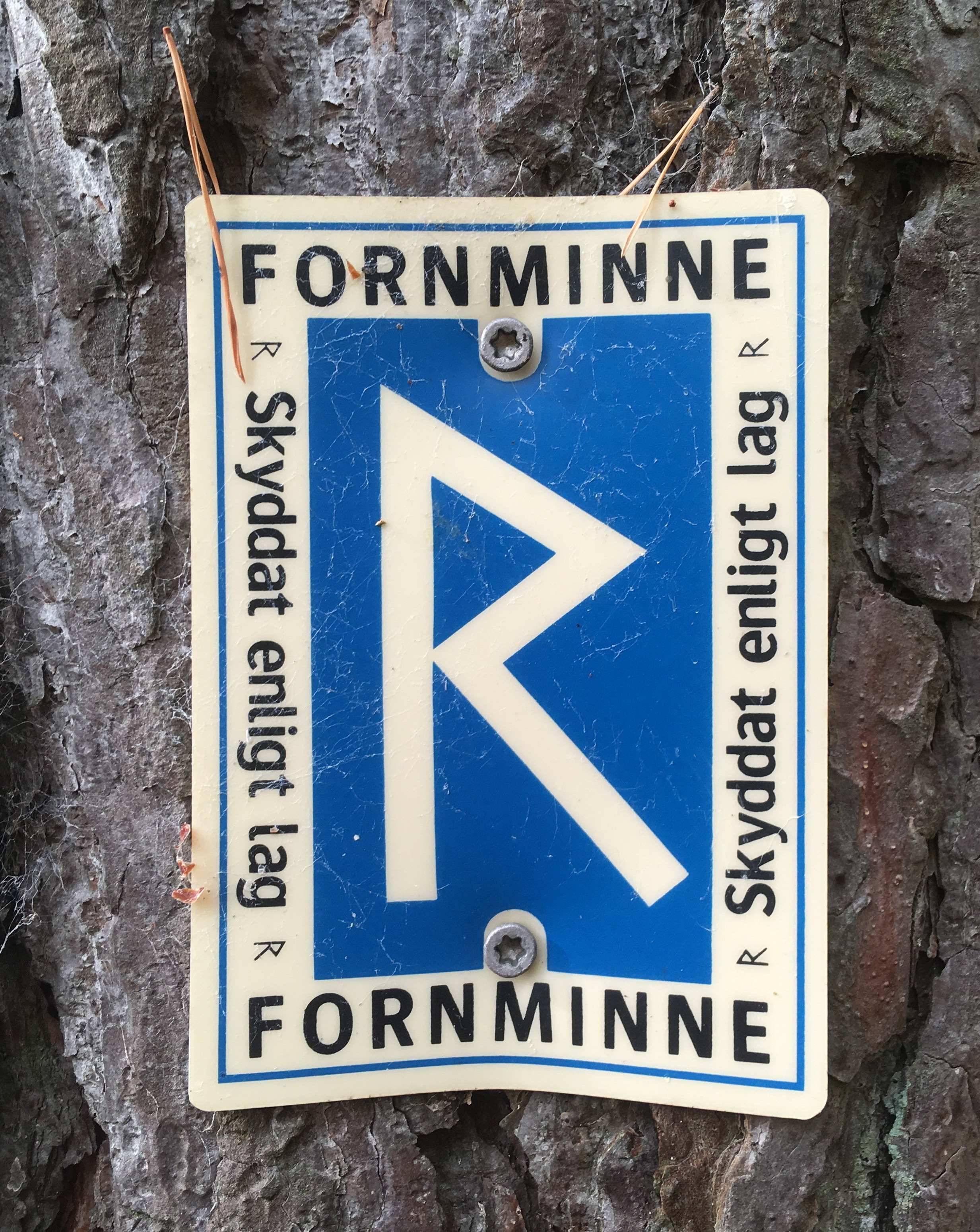

Diese Liste der Fornminnen in Blekinge län zeigt eine Übersicht zu den Listen der „alten/antiken Denkmale“ (schwedisch fornminnen) in der südschwedischen Provinz Blekinge län mit ihren 5 Gemeinden. Die Aufteilung in 36 Teillisten basiert tw. auf der historischen Zuordnung der Gebiete in Socken (siehe auch) und der Einteilung des Zentralamts für Denkmalpflege Riksantikvarieämbetet (RAÄ). Es werden die Fornminnen aufgeführt, die auf dem Suchdienst „Fornsök“ registriert sind, welcher weitere Informationen zu den bekannten kulturhistorischen Überresten in Schweden enthält.

## Begriffserklärung
Fornminnen (schwedisch für alte/antike Denkmale oder archäologische Funde) sind in Schweden alte Objekte und archäologische Funde (Fornlämningar), welche die Überreste menschlicher Aktivitäten in der Vergangenheit bezeichnen, die durch frühere Nutzung entstanden sind und dauerhaft aufgegeben wurden. Dabei gilt für Fornminnen, die vor 1850 entstanden sind, dass sie automatisch durch das Gesetz geschützt sind. Aber auch jüngere Überreste können zu Bodendenkmalen erklärt werden, wenn sie sich an ihrem ursprünglichen Standort befinden und weitgehend erdgebunden sind. Als Fornminnen zählen u. a. Siedlungen und Siedlungsreste aus prähistorischer Zeit, Gräber und Grabstätten, Burgruinen, Ruinen von Klöstern, Kirchen und Schlössern, Steine und Felsen mit Inschriften und Bildern (z. B. Runensteine und Petroglyphen), insofern sie nicht schon als Einzeldenkmal unter Byggnadsminnen (schwedisch für Baudenkmale) oder kyrkliga Kulturminnen (schwedisch für kirchliches Kulturgut) ausgewiesen sind.

## Übersicht

Lage der Provinz Blekinge län

Es werden die jeweiligen Teillisten (aufgeteilt nach Socken) der Gemeinden mit der Anzahl der enthaltenen Denkmale aufgeführt.

| SCB-Code | Gemeinde   | Wappen  | Lage    | Hauptort   | Teillisten | Anzahl Einträge                                                                           | Bilder |
| -------- | ---------- | ------- | ------- | ---------- | --- | ----------------------------------------------------------------------------------------- | ------ |
| 1060     | Olofström  |         |         | Olofström  | 2 - Jämshög - Kyrkhult | 45 (aktuell) - 32 - 13                                                                    |        |
| 1080     | Karlskrona |         |         | Karlskrona | 15 - Aspö - Augerum - Fridlevstad - Jämjö - Karlskrona - Kristianopel - Lösen - Nättraby - Ramdala - Rödeby - Sillhövda - Sturkö - Tjurkö - Torhamn - Tving | 803 (aktuell) - 4 - 57 - 30 - 142 - 18 - 10 - 79 - 184 - 116 - 12 - 13 - 12 - 8 - 94 - 24 |        |
| 1081     | Ronneby    |         |         | Ronneby    | 8 - Backaryd - Bräkne-Hoby - Edestad - Eringsboda - Förkärla - Hjortsberga - Listerby - Ronneby                                                             | 1137 (aktuell) - 18 - 300 - 121 - 18 - 158 - 171 - 170 - 181                              |        |
| 1082     | Karlshamn  |         |         | Karlshamn  | 7 - Asarum - Elleholm - Hällaryd - Karlshamn - Mörrum - Ringamåla - Åryd                                                                                    | 333 (aktuell) - 91 - 8 - 101 - 15 - 32 - 4 - 82                                           |        |
| 1083     | Sölvesborg |         |         | Sölvesborg | 4 - Gammalstorp - Mjällby - Sölvesborg - Ysane | 95 (aktuell) - 28 - 34 - 20 - 13                                                          |        |
| Summen:  | Summen:    | Summen: | Summen: | Summen:    | 36/36 | 2413                                                                                      |        |